# L'Emploi (court métrage)
Pour les articles homonymes, voir L'Emploi.
Pour plus de détails, voir Fiche technique et Distribution.
L'Emploi (El empleo en espagnol et The Employment en anglais) est un court métrage d'animation argentin muet réalisé par Santiago Bou Grasso et Patricio Plaza, sorti en 2008.
D'une durée d'environ six minutes, ce court métrage sans paroles présente un homme qui se rend à son travail en parcourant un monde où les êtres humains sont utilisés en remplacement de certains objets.
Outre ces nombreuses récompenses, le court métrage réalise plus de 5 700 000 vues sur la plateforme de vidéos en ligne YouTube.

## Synopsis
Un matin dans une ville, un homme se prépare à partir travailler. Dans le décor, toutes les machines et objets du quotidien sont remplacés par des êtres humains (des personnes à quatre pattes forment une table et une chaise, un feu de circulation est remplacé par deux hommes en veste portant un t-shirt vert ou rouge…).  
À la fin du court métrage, on découvre avec surprise que l’homme est finalement lui-même un de ces employés, et que durant tout le court métrage il se préparait seulement à aller « travailler ». Les asservis sont donc eux-mêmes des serviteurs.

## Fiche technique
- Titre : L'Emploi
- Titre original : El empleo
- Direction : Santiago Bou Grasso
- Réalisation : Santiago Bou Grasso et Patricio Plaza
- Scénario : sur une idée originale de Patricio Plaza
- Son : Patricio Plaza
- Animation :
  - 2d : Santiago Grasso et Patricio Plaza
  - 3d : Lautaro González González
- Numérisation et colorisation : Natalia Acosta et Patricio Plaza
- Design graphique : Natalia Acosta
- Montage (post production) : Santiago Bou Grasso
- Société de production et de distribution : OpusBou
- En collaboration avec : Matías Américo, Frederico Gimeno, Mariana Díaz et Leonardo Bettinelli et le soutien de la Fondation internationale des Arts, de la Bourse nationale de Création et des Médias audiovisuels
- Pays d’origine : Argentine
- Durée : 6 minutes et 15 secondes
- Dates de sortie :
  - Officiellement en 2008
  - Publié sur YouTube le 30 avril 2011

## Prix et distinctions
Le court métrage est cité dans plus de 250 événements internationaux, et il est gagnant 106 fois dans ces 250 nominations, comme par exemple :

### 2008
- Prix du Meilleur film national, au prix critique de Cóndor de Plata, Argentine ;
- Prix du Meilleur court métrage national, au Festival international du film de Mar del Plata, Argentine ;
- Prix en Exposition spéciale, au Festival international du film d’animation Anima Mundi de Rio de Janeiro, Brésil ;
- Prix au Festival du court métrage de Bolzano, Italie :
  - Prix Spécial du Jury ;
  - Prix de l'Audience[Quoi ?] ;
  - Prix du Jeune Jury.
- Prix au Festival de films en langue latine de La Havane, Cuba :
  - Premier Prix Coral ;
  - Prix de l'Audience.
- Prix de la Mention honorifique, au Festival international du film d’animation KROK, Russie ;
- Prix du Grand jury, au Festival du film d’animation Anim’Est de Bucarest, Roumanie ;
- Prix de la Première animation, au Festival du film de Tirana, Albanie.

### 2009
- Prix FIPRESCI, au Festival international du film d’animation d’Annecy, France ;
- Prix du meilleur scénario, au Festival de courts-métrages de San Francisco, États-Unis ;
- Prix Spécial du jury, au Festival du court métrage Encountersde Bristol, Royaume-Uni ;
- Prix de la Distinction spéciale, au Festival international du film d’animation et d’Art digital CICDAF de Changzhou, Chine ;
- Prix du Meilleur court métrage, au Festival de films en langue latine de Lleida, Espagne ;
- Prix Canal +, au Festival international du film Cinema Jovede Valence, Espagne ;
- Prix du Meilleur film politique, au Festival du film d’animation KLIK! d’Amsterdam, Pays-Bas ;
- Prix Spécial du jury, au Festival international du film d’animation Animatou, Genève, Suisse ;
- Prix de la Meilleure animation, au Festival international du film d’animation BKKIAF de Bangkok, Thaïlande ;
- Prix de la Meilleure animation, au Festival international de films Grand OFF de Varsovie, Pologne ;
- Prix de l’Audience, au Festival international du film Etiuda & Anima, Varsovie, Pologne ;
- Prix de la Meilleure histoire, au Festival international du film d’animation Animated Dreams de Tallinn, Estonie ;
- Prix Spécial du jury, au Festival international du film In The Palace de Baltchik, Bulgarie ;
- Prix de la Meilleure animation, au Festival du film documentaire et du court métrage d'Ismaïlia, Égypte ;
- Prix Spécial du jury, au Festival international du film MEIFF d'Abou Dabi, Émirats arabes unis.

### 2010
- Prix de l’Audience, au Festival international du film d’animation d'Hiroshima, Japon ;
- Prix du Jury, au Festival du film pour enfants de Lans-en-Vercors, France ;
- Prix du Grand jury et de l'Audience, au Festival international du film d’animation et du dessin animé SICAF de Séoul, Corée du Sud ;
- Prix au Festival international du film d’animation Animfest d’Athènes, Grèce :
  - Premier prix du jury ;
  - Prix de l'Audience ;
  - Prix des Étudiants.
- Prix Hermína Týrlová, au Festival international du film de Zlín, République tchèque ;
- Prix de l’Audience, au Festival international du film d’animation de Banja Luka, Bosnie.

### 2011
- Premier prix, au Festival international du film d’animation d'Izmir, Turquie.